# Astragalus annularis
Astragalus annularis es una especie de planta herbácea perteneciente a la familia de las leguminosas. Es originaria del Norte de África.

## Distribución y hábitat
Se encuentra entre las arena y oueds, de Túnez, Libia, Egipto y posiblemente en Argelia.

## Taxonomía
Astragalus annularis fue descrita por Peter Forsskål y publicado en Flora Aegyptiaco-Arabica 139. 1775.
Etimología
Astragalus: nombre genérico derivado del griego clásico άστράγαλος y luego del Latín astrăgălus aplicado ya en la antigüedad, entre otras cosas, a algunas plantas de la familia Fabaceae, debido a la forma cúbica de sus semillas parecidas a un hueso del pie.
annularis: epíteto latino que significa "en forma de anillo".
Sinonimia
- Astragalus maculatus Lam.
- Astragalus subulatus Desf.
- Astragalus trimorphus Viv.[5]